# Droga wojewódzka 721
Die Droga wojewódzka 721 (DW 721) ist eine 45,1 Kilometer lange Droga wojewódzka (Woiwodschaftsstraße) in der polnischen Woiwodschaft Masowien, die Duchnów  mit Nadarzyn verbindet. Sie liegt im Powiat Miński, im Powiat Otwocki, im Powiat Piaseczyński und im Powiat Pruszkowski.
Die Straße besteht aus zwei nicht verbundenen Abschnitten; die Unterbrechung ist die Weichsel bei Józefów und Konstancin-Jeziorna. Von 1939 bis 1944 befand sich dort eine Holzbrücke, die im Zweiten Weltkrieg zerstört wurde. Die Woiwodschaft Masowien plant deren Wiederherstellung, die Behörden von Konstancin-Jeziorna sind jedoch dagegen.
In Józefów gibt es einen 6,5 km langen Radweg entlang der Straße.

## Straßenverlauf
Woiwodschaft Masowien, Powiat Otwocki
- 00 km  Duchnów (DK 2/E 30)
- 07,8 km  Brücke, Wiązowna (Mienia)
- 08 km  Duchnów (DK 17/E 372)
- 07,8 km  Brücke, Józefów (Mienia)
- 13,5 km  Brücke (Viadukt) (Bahnstrecke Warszawa–Dorohusk)
- 13,5 km  Tankstelle, Józefów (PKN Orlen)
- 13,8 km  Kreisverkehr, Józefów
- 15,1 km  Kreisverkehr, Józefów
- 16,9 km  Józefów (DW 801)
- 16,9 km  Straßenunterbrechung (Weichsel)

Woiwodschaft Masowien, Powiat Piaseczyński
- 16,9 km  Habdzin (DW 712)
- 22,8 km  Konstancin-Jeziorna (DW 724)
- 29,4 km  Piaseczno (DK 49)
- 30,8 km  Bahnübergang, Stara Iwiczna (Alt-Ilvesheim) (Bahnstrecke Warszawa–Kraków)

Woiwodschaft Masowien, Powiat Pruszkowski
- 39,3 km  Sękocin-Las (DK 7/E 77)
- 45,1 km  Auffahrt, Paszków (S 8/E 67)